# 关于党内政治生活的若干准则
《关于党内政治生活的若干准则》，是1980年2月29日，中国共产党第十一届五中全会通过的一项文件，其目的是为了恢复自文化大革命动乱后的中国共产党党内纪律与作风问题的一项准则。
此次第十一届五中全会做出了原国家主席刘少奇平反的决议；并增选胡耀邦、赵紫阳为中共中央政治局常委；恢复设立中共中央书记处，胡耀邦为总书记。

## 内容
其中包括十二项原则：
1. 坚持党的政治路线和思想路线；
2. 坚持集体领导，反对个人专断；
3. 维护党的集中统一，严格遵守党的纪律；
4. 坚持党性，根绝派性；
5. 要讲真话，言行一致；
6. 发扬党内民主，正确对待不同意见；
7. 保障党员的权利不受侵犯；
8. 选举要充分体现选举人的意志；
9. 同错误倾向和坏人坏事作斗争；
10. 正确对待犯错误的同志；
11. 接受党和群众的监督；
12. 努力学习，做到又红又专。